# EMR1
EGF modul sadržavajući, mucinu sličan, hormonski receptor 1 je protein koji je kod ljudi kodiran EMR1 genom. Mišji homolog je poznat kao F4/80.

## Funkcija
Ovaj protein je član adhezione GPCR familije. Članovi ove familije imaju karakteristične dugačke ekstracelularne regione sa promenljivim brojem proteinskih domaina koji su vezani za TM7 domenom putem mucinu sličnog regiona. U slučaju EMR1 ti domeni su slični epidermalnom faktoru rasta.
EMR1 je transmembranski protein koji je prisutan na ćelijskoj površini ljudskih makrofaga, koji su izvedeni iz mijeloidne vrste. On ima približnu masu od 125 kDa, i asociran je sa maturisanim makrofagovima.

## Literatura
- McKnight AJ, Macfarlane AJ, Seldin MF, Gordon S (1998). „Chromosome mapping of the Emr1 gene”. Mamm. Genome. 8 (12): 946. PMID 9383301. doi:10.1007/s003359900633.
- Carver EA, Hamann J, Olsen AS, Stubbs L (2000). „Physical mapping of EMR1 and CD97 in human Chromosome 19 and assignment of Cd97 to mouse Chromosome 8 suggest an ancient genomic duplication”. Mamm. Genome. 10 (10): 1039—40. PMID 10501980. doi:10.1007/s003359901157.
- Lin HH; Stacey M; Hamann J;  . (2000). „Human EMR2, a novel EGF-TM7 molecule on chromosome 19p13.1, is closely related to CD97”. Genomics. 67 (2): 188—200. PMID 10903844. doi:10.1006/geno.2000.6238.
- Strausberg RL; Feingold EA; Grouse LH;  . (2003). „Generation and initial analysis of more than 15,000 full-length human and mouse cDNA sequences”. Proc. Natl. Acad. Sci. U.S.A. 99 (26): 16899—903. PMC 139241 . PMID 12477932. doi:10.1073/pnas.242603899.
- Gerhard DS; Wagner L; Feingold EA;  . (2004). „The Status, Quality, and Expansion of the NIH Full-Length cDNA Project: The Mammalian Gene Collection (MGC)”. Genome Res. 14 (10B): 2121—7. PMC 528928 . PMID 15489334. doi:10.1101/gr.2596504.
- Yona, Stacey (2011). Adhesion-GPCRs. Springer. стр. 1—200. ISBN 978-1-4419-7912-4.